# Группа Монтелавар

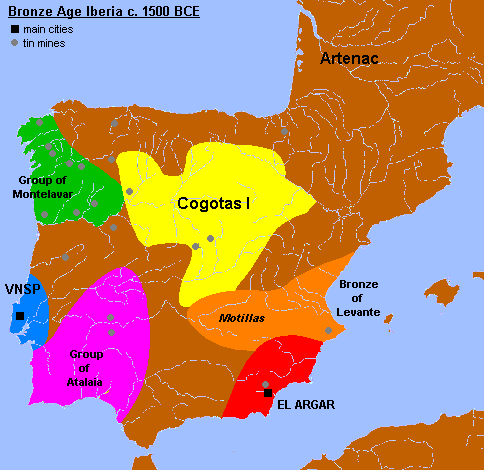
Основные культуры бронзового века Иберии. Зелёный — Монтелавар, жёлтый — Коготас I, оранжевый — Мотильяс и бронза Леванте, красный — Аргар, розовый — Юго-западная бронза Иберии (горизонт Аталайя), синий — Вила-Нова-де-Сан-Педру. С севера (Аквитания) к культурам Иберии примыкал Артенак

Группа Монтелавар — археологическая культура среднего бронзового века на территории исторической Галисии (северо-запад Испании и север Португалии). Наряду с другой группой, Феррадейра, представляет собой поздний горизонт культуры колоколовидных кубков.
В эпоху поздней бронзы, около 1300 г. до н. э. её сменяет на той же территории сходная культура галисийской бронзы.
Известна по характерным бронзовым топорам. Поддерживала контакты с культурами Британии.